# Carlos Chaurand Arzate
Carlos Chaurand Arzate (Celaya, Guanajuato, 7 de julio de 1951) es un abogado y político mexicano, miembro del Partido Revolucionario Institucional, quien ha sido diputado federal y senador por Guanajuato de 2000 a 2006. Es Magistrado de la Sala Superior del Tribunal Federal de Justicia Administrativa desde 2015.
Es abogado egresado de la Universidad de Guanajuato, entre sus cargos públicos destaca el de diputado del Congreso de Guanajuato de 1991 a 1994, periodo durante el cual fue presidente del Congreso y durante su periodo ocurrió la elección como Gobernador interino del estado de Carlos Medina Plascencia, en la llamada concertacesión entre el PRI y el PAN, posteriormente fue elegido diputado federal a la LVI Legislatura de 1994 a 1997 y senador por su estado de 2000 a 2006. Es Magistrado de la Sala Superior del Tribunal Federal de Justicia Administrativa desde 2015.
- Datos: Q5750029